# Шашиловац
Шашиловац је насељено место града Крушевца у Расинском округу. Према попису из 2022. било је 314 становника (према попису из 1991. било је 435 становника).

## Историја
До Другог српског устанка Шашиловац се налазио у саставу Османског царства. Након Другог српског устанка Шашиловац улази у састав Кнежевине Србије и административно је припадао Јагодинској нахији и Темнићској кнежини све до 1834. године када је Србија подељена на сердарства.
Постоје две верзије око тога како је село добило назив. У првом називу села се крију две речи: шаша (трска, стабљике кукуруза) и ловац. Спајањем ове две речи околни народ је називао мештане ових брда који су били веома вешти у лову (Шаши-ловци, ловци из заседе). Село се и данас зове Шашиловац, а његови мештани (такође искусни ловци) радо причају о легендама ових брда и својих чувених предака.
Према другом, можда и најверодостојнијем је да се у то време налазио Турски логор на подручју дањашнег ШАШИЛОВЦА у коме је главни био бег Мухарем кога је народ због његових дела прозвао шашавим „ШАШКОМ“. Тада је постојао и манастир у селу и за време једне свадбе док су се сви сватови налазили на венчавању, Шашко нареди Турцима да заузму манастир, да све поубијају и да их баце у оближњи бунар. Тако је и било према легенди. За ту трагедију су чули хајдуци који су крстарили Темнићем и већ сутрадан су у шумама изнад дањашнег ШАШИЛОВЦА сачекали повећу групу Турака који су се преко Шумадије упутили за Београд. Турске војнике је ова група хајдука изненадила и катастрофално их поубијала, а Темнићем је муњевито прострујала вест да су хајдуци "шашаво" поубијали Турке. Од убијених Турака је оближњим потоком потекла крв према сливу Западне Мораве. По ШАШАВОМ убијању Турака се верује да је и село добило име ШАШИЛОВАЦ, везујући име села и за ловце, па је од речи "шашаво" и "ловац" настало име - ШАШИЛОВАЦ.

## Образовање
У Шашиловцу се од 1934. године налази огранак Основне школе ”Васа Пелагић”, са матицом у Падежу.

## Демографија
У насељу Шашиловац живи 308 пунолетних становника, а просечна старост становништва износи 40,7 година (37,6 код мушкараца и 43,6 код жена). У насељу има 100 домаћинстава, а просечан број чланова по домаћинству је 3,85.
Ово насеље је великим делом насељено Србима (према попису из 2002. године).
|  |

| Демографија | Демографија | Демографија |
| Година      | Становника  | Становника  |
| ----------- | ----------- | ----------- |
| 1948.       | 637         |             |
| 1953.       | 489         |             |
| 1961.       | 500         |             |
| 1971.       | 461         |             |
| 1981.       | 434         |             |
| 1991.       | 435         | 426         |
| 2002.       | 385         | 402         |

| Етнички састав према попису из 2002.‍ | Етнички састав према попису из 2002.‍ | Етнички састав према попису из 2002.‍ | Етнички састав према попису из 2002.‍ | Етнички састав према попису из 2002.‍ |
| ------------------------------------ | ------------------------------------ | ------------------------------------ | ------------------------------------ | ------------------------------------ |
|                                      |                                      |                                      |                                      |                                      |
| Срби                                 | Срби                                 |                                      | 382                                  | 99,22%                               |
| Црногорци                            | Црногорци                            |                                      | 1                                    | 0,25%                                |
| Мађари                               | Мађари                               |                                      | 1                                    | 0,25%                                |
| непознато                            | непознато                            |                                      | 0                                    | 0,0%                                 |

| Шашиловац у пописима Јагодинске нахије — од 1818. до 1829.                        |       |       |       |       |       |       |          |       |       |       |       |       |
| Година пописа                                                                     | 1818. | 1819. | 1820. | 1821. | 1822. | 1823. | 1824/25. | 1825. | 1826. | 1827. | 1828. | 1829. |
| Куће                                                                              | 8     | 8     | 8     | 8     | 8     | 8     | 9        | 9     | 9     | 9     | 9     | 9     |
| Пореске главе*                                                                    | -     | 9     | 9     | 9     | 10    | 10    | 10       | 11    | 10    | 10    | 9     | 9     |
| Арачке главе**                                                                    | 18    | 18    | 20    | 23    | 23    | 23    | 23       | 26    | 27    | 29    | 31    | 32    |
| *Пореске главе = Ожењени мушкарци \| ** Арачке главе = Мушкарци од 7 до 70 година |       |       |       |       |       |       |          |       |       |       |       |       |

| Година пописа     | 1948. | 1953. | 1961. | 1971. | 1981. | 1991. | 2002. |
| ----------------- | ----- | ----- | ----- | ----- | ----- | ----- | ----- |
| Број домаћинстава | 124   | 96    | 105   | 111   | 109   | 107   | 100   |

| Број чланова      | 1  | 2  | 3  | 4  | 5  | 6  | 7 | 8 | 9 | 10 и више | Просек |
| ----------------- | -- | -- | -- | -- | -- | -- | - | - | - | --------- | ------ |
| Број домаћинстава | 12 | 15 | 20 | 15 | 18 | 11 | 5 | 4 | 0 | 0         | 3,85   |

| Пол    | Укупно | Неожењен/Неудата | Ожењен/Удата | Удовац/Удовица | Разведен/Разведена | Непознато |
| ------ | ------ | ---------------- | ------------ | -------------- | ------------------ | --------- |
| Мушки  | 153    | 41               | 106          | 5              | 1                  | 0         |
| Женски | 170    | 21               | 104          | 43             | 2                  | 0         |
| УКУПНО | 323    | 62               | 210          | 48             | 3                  | 0         |

| Пол    | Укупно                    | Пољопривреда, лов и шумарство | Рибарство                            | Вађење руде и камена | Прерађивачка индустрија       |
| ------ | ------------------------- | ----------------------------- | ------------------------------------ | -------------------- | ----------------------------- |
| Мушки  | 109                       | 103                           | 0                                    | 0                    | 5                             |
| Женски | 90                        | 84                            | 0                                    | 0                    | 2                             |
| УКУПНО | 199                       | 187                           | 0                                    | 0                    | 7                             |
| Пол    | Производња и снабдевање   | Грађевинарство                | Трговина                             | Хотели и ресторани   | Саобраћај, складиштење и везе |
| Мушки  | 0                         | 0                             | 0                                    | 0                    | 0                             |
| Женски | 0                         | 0                             | 0                                    | 0                    | 0                             |
| УКУПНО | 0                         | 0                             | 0                                    | 0                    | 0                             |
| Пол    | Финансијско посредовање   | Некретнине                    | Државна управа и одбрана             | Образовање           | Здравствени и социјални рад   |
| Мушки  | 0                         | 0                             | 0                                    | 1                    | 0                             |
| Женски | 1                         | 0                             | 0                                    | 3                    | 0                             |
| УКУПНО | 1                         | 0                             | 0                                    | 4                    | 0                             |
| Пол    | Остале услужне активности | Приватна домаћинства          | Екстериторијалне организације и тела | Непознато            | Непознато                     |
| Мушки  | 0                         | 0                             | 0                                    | 0                    | 0                             |
| Женски | 0                         | 0                             | 0                                    | 0                    | 0                             |
| УКУПНО | 0                         | 0                             | 0                                    | 0                    | 0                             |